# Trumbauersville
Trumbauersville è una borough degli Stati Uniti d'America, nella contea di Bucks nello Stato della Pennsylvania. Secondo il censimento del 2010 la popolazione è di 974 abitanti.

## Società

### Evoluzione demografica
La composizione etnica vede una maggioranza di quella bianca (97,92%), seguita dagli asiatici (0,66%) dati del 2000.
| borough di Trumbauersville Popolazione |       |
| 2000                                   | 1.059 |
| 2010                                   | 974   |